# Gyponana
Gyponana är ett släkte av insekter. Gyponana ingår i familjen dvärgstritar.

## Dottertaxa tillGyponana, i alfabetisk ordning[1]
- Gyponana alternata
- Gyponana ambita
- Gyponana ampla
- Gyponana angustana
- Gyponana apicata
- Gyponana ara
- Gyponana arta
- Gyponana attenuens
- Gyponana bernardina
- Gyponana bocasa
- Gyponana bocasana
- Gyponana boquetea
- Gyponana brevidens
- Gyponana brevispina
- Gyponana caduca
- Gyponana chiricana
- Gyponana chiriquea
- Gyponana colorada
- Gyponana crenata
- Gyponana curvata
- Gyponana dentata
- Gyponana designata
- Gyponana eleganta
- Gyponana fortuna
- Gyponana fructa
- Gyponana impeta
- Gyponana laminella
- Gyponana longula
- Gyponana luisa
- Gyponana luxuria
- Gyponana marita
- Gyponana minuta
- Gyponana omani
- Gyponana palmula
- Gyponana penna
- Gyponana redita
- Gyponana rubralineata
- Gyponana secunda
- Gyponana serrula
- Gyponana serrulata
- Gyponana sincera
- Gyponana sonora
- Gyponana subvirida
- Gyponana suda
- Gyponana tenuis
- Gyponana torqua
- Gyponana toxotes
- Gyponana trirama